# موموس

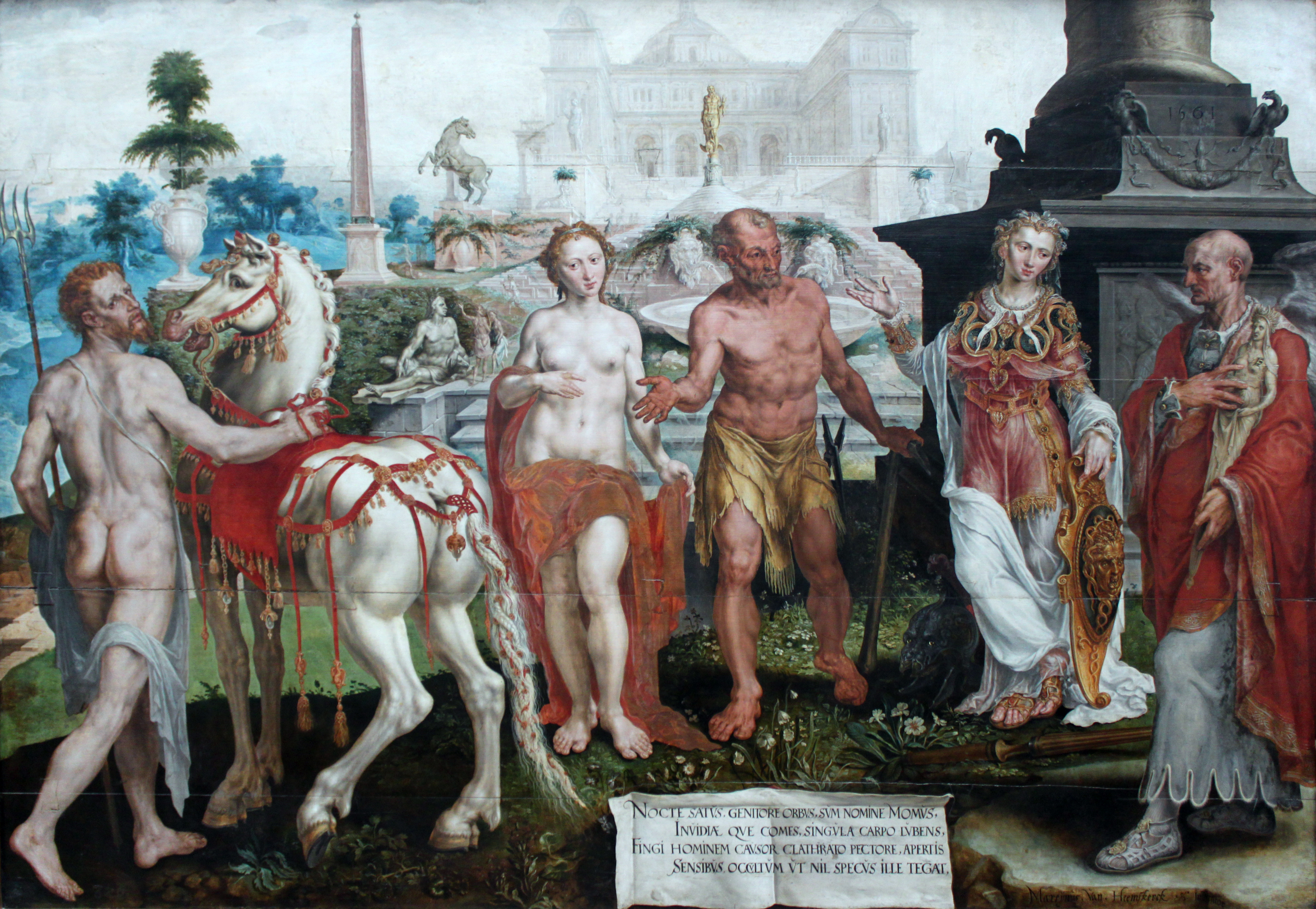
موموس از آفرینش خدایان انتقاد می‌کند، اثر مارتن فن همسکرک ۱۵۶۱، گمالده‌گالری، برلین

موموس (‎/ˈmoʊməs/‎؛ یونانی باستان: Μῶμος Momos) در اساطیر یونانی تجسم طنز و تمسخر بود. به موموس در دو داستان، در میان افسانه‌های ازوپ اشاره شده است. در دوران رنسانس نیز در چندین اثر ادبی با عنوان سخن‌ور برای انتقاد از استبداد از او یاد شده است. بعدها در برخی دیگر از آثار او را به منتقد جامعه معاصر که چهره‌ای سرگرم‌کننده و بی‌ضرر دارد، تبدیل کردند.
موموس به‌دلیل روح تندزبانی و انتقاد ناعادلانه، از گروه خدایان در کوه المپ اخراج شد. نام او به معنای سرزنش، نکوهش یا رسوایی است. هزیود آورده است که موموس پسر نیکس بود، و همزاد الهه بدبختی اویزیس. در حماسه قرن هشتم قبل از میلاد، سیپریا، موموس برانگیزنده جنگ تروآ بود، تا جمعیت انسان را بکاهد. سوفوکل بعدها نمایشنامه‌ای به‌نام موموس نوشت که اکنون در دست نیست.